# Olaga integritetsintrång
Olaga integritetsintrång (1962:700) är i svensk rätt ett brott som innebär att en person sprider en integritetskänslig bild eller andra uppgifter om någon annan. För att bli dömd krävs att spridningen är ägnad att skada personen den handlar om. Med integritetskänsliga uppgifter menas bland annat personers sexualliv eller hälsotillstånd. Den typ av handlingar som bestämmelsen är tänkt att handla om är till exempel så kallad hämndporr där sexuella bilder läggs ut på internet mot någons vilja. Dessa handlingar kategoriserades tidigare som förtal.
Lagen trädde i kraft 1 januari 2018 och straffet är böter eller fängelse i högst två år. Är brottet grovt blir straffet fängelse i lägst sex månader och högst fyra år.